# Бандар (подокруг)
Бандар (бенг. বন্দর, англ. Bandar) — подокруг в центральной части Бангладеш в составе округа Нараянгандж. Образован в 1964 году. Административный центр — город Бандар. Площадь подокруга — 55,84 км². По данным переписи 1991 года численность населения подокруга составляла 212 572 человека. Плотность населения равнялась 3807 чел. на 1 км². Уровень грамотности населения составлял 44,1 %. Религиозный состав: мусульмане — 95,49 %, индуисты — 4,47 %, прочие — 0,04 %.